# Leitkleber

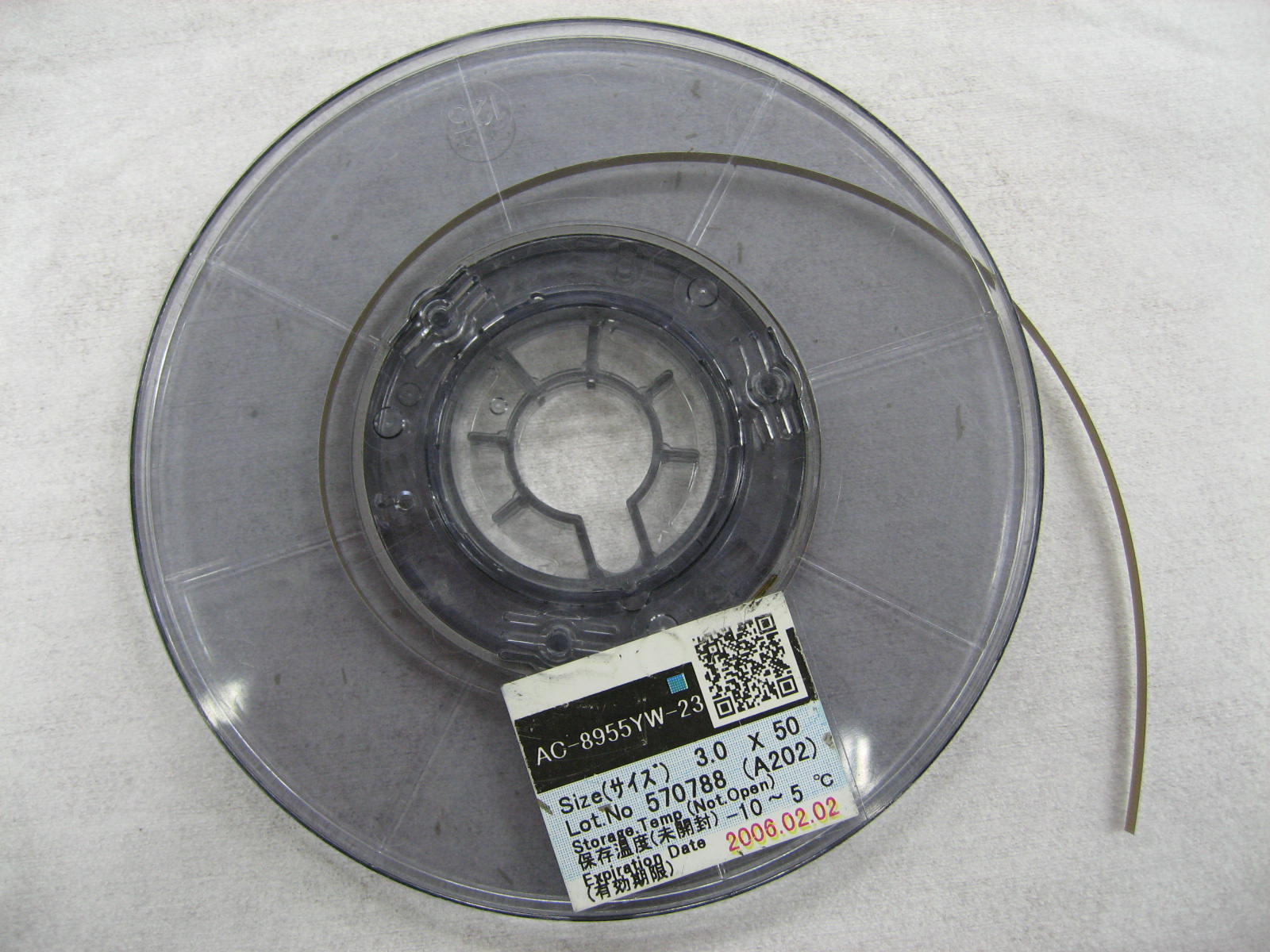
Anisotrope leitfähige Folien von Hitachi Chemical Industries

Leitkleber bezeichnet einen elektrisch und/oder thermisch leitfähigen Klebstoff. Eine Hauptanwendung elektrisch leitfähiger Klebstoffe ist das Verkleben von Leiterfolien, u. a. bei der Montage von Flüssigkristallbildschirmen, oder die gleichzeitige Verklebung und Kontaktierung von Chips oder SMDs auf Leiterplatten. Thermisch leitfähige Klebstoffe werden vorwiegend für Kühlkörperverklebungen oder zur Ableitung von Wärme, etwa bei Sensoren, verwendet. Das erste Patent wurde 1956 vergeben.
Eine Verbindung mit einem Leitkleber ist zwar weniger leitfähig als eine Lötverbindung, ist aber elastisch und dadurch mechanisch belastbarer. Diese Elastizität erreicht man insbesondere bei den zum Verbinden von Solarzellen eingesetzten Silikonklebern. Ein enormer Vorteil von Klebstoffen ist, dass sie im Gegensatz zu Lötmaterial bleifrei und somit umweltverträglicher sind.
Leitkleber bestehen aus dem Klebmittel (Harz) und anorganischen, elektrisch leitfähigen Füllstoffen. Deren Anteil liegt bei etwa 30 Volumenprozent. Wegen der verwendeten metallischen Füllstoffe sind die Verbindungsstellen auch thermisch gut leitfähig. Zu den gut geeigneten Füllstoffen zählen Silber (Silberleitkleber), Gold, Palladium, Nickel und Platin, problematisch oder ungeeignet sind dagegen Kupfer, Aluminium, Zinn, Blei, Silicium und Bronze. In der Halbleitertechnik wird bevorzugt Silber eingesetzt.

## Isotrope Leitklebstoffe (ICA) und Anisotrope Leitklebstoffe (ACA)
- Isotrope Leitklebstoffe (ICA = Isotropic Conducting Adhesive, Isotropie) zeigen elektrische Leitfähigkeit in alle Richtungen, unabhängig von der Ausrichtung des elektrischen Stroms. ICA werden häufig in Anwendungen eingesetzt, bei denen eine zuverlässige elektrische Verbindung zwischen verschiedenen Teilen hergestellt werden muss (z.b: flexiblen Leiterplatten, RFID-Antennen, Touchscreens)
- Anisotrope Leitklebstoffe (ACA=anisotropic conductive adhesive, Anisotropie) haben eine gerichtete oder orientierte elektrische Leitfähigkeit. Die gerichtete elektrische Leitfähigkeit entsteht durch die niedrige Konzentration der leitfähigen Partikel, Fasern oder Folien innerhalb des Klebstoffs sowie die dünnflächige Auftragung. Die gezielte elektrische Leitfähigkeit in anisotropen Leitklebstoffen ermöglicht es, präzise elektrische Verbindungen herzustellen, während gleichzeitig isolierende Eigenschaften in den anderen Richtungen beibehalten werden.

Bei einem Auftrag als dünner Film wird die elektrische Verbindung nur vertikal (zwischen den Oberflächen), aber nicht horizontal aufgebaut, da sich die Kugeln nicht berühren. Das gestattet den großflächigen Auftrag des Klebers ohne Justage. Nachteilig ist die Begrenzung der Betriebstemperatur auf 80 Grad Celsius und eine prinzipbedingte implizierte Kurzschlusswahrscheinlichkeit.
Die Ausrichtung kann durch äußere Einflüsse wie Druck, elektrische Felder oder Magnetfelder beeinflusst werden.

## Vorteile gegenüber dem Löten
(Quelle: )
- Härtungstemperaturen der  Leitklebstoffe liegen deutlich unter Löttemperaturen
- Klebstoffe wesentlich weicher und flexibler als Verlötungen
- Leitklebstoffe sind blei- und lösemittelfrei

## Belege
1. ↑  Weiterleitungshinweis. Abgerufen am 19. Januar 2024.
2. ↑  Rajesh Gomatam, Kash L. Mittal: Electrically Conductive Adhesives. CRC Press, 2008, ISBN 978-90-04-18782-5, S. 6 (eingeschränkte Vorschau in der Google-Buchsuche).
3. ↑  Elektrisch leitende Klebstoffe | Panacol-Elosol GmbH. Abgerufen am 19. Januar 2024.